# Chthonius subterraneus
Chthonius subterraneus es una especie de arácnido  del orden Pseudoscorpionida de la familia Chthoniidae. Presenta las subespecies Chthonius subterraneus meuseli y Chthonius subterraneus subterraneus.

## Distribución geográfica
Se encuentra en Hungría y en los Balcanes.